# Юньга (Удмуртия)
Юньга — деревня в Каракулинском районе Удмуртии.

## География
Деревня располагается в юго-восточной части Удмуртии, на правом берегу реки Камы, в 4 км к юго-востоку от села Каракулино, в 53 км к югу от города Сарапул и в 114 км — от столицы республики, города Ижевска.

## История
Впервые деревня Юньга упоминается в документах начала XVIII века. В то время деревня принадлежала к Уфимскому уезду.
В 1719 году по указу Петра I «Об устройстве губерний и об определении в оныя правителей» в составе Казанской губернии была образована Уфимская провинция, в которую перешла деревня Юньга.
В 1728 году Уфимская провинция была выделена из Казанской губернии и подчинена особому ведению Сената. В 1744 году Уфимская провинция была включена в состав новой Оренбургской губернии.
В 1780—1796 годах — в Елабужском уезде Вятского наместничества, с 1796 года — в Сарапульском уезде Вятской губернии.
4 ноября 1926 года в составе Каракулинского района Вятской губернии. В 1929—1934 годах — в Нижегородской области, в 1934—1937 годах — в Кировской области РСФСР. 22 октября 1937 года деревня, в составе Каракулинского района, передана в состав Удмуртской АССР.